# Кучабська Наталія Андріївна
Кучабська Наталія Андріївна (нар. 31 жовтня 1983, Львів, Україна) — Українська художниця, графічна дизайнерка. Членкиня Національної спілки художників України. Членкиня Міжнародного акварельного товариства IWS. Членкиня Спілки дизайнерів України. Членкиня Mondial Academia, France. Співзасновниця мистецької школи ARTICUS.
Учасниця понад 80 міжнародних конкурсів, виставок, аукціонів та фестивалів.  Переможниця та фіналістка понад 20 міжнародних конкурсів, виставок та фестивалів.

## Біографія
Народилася в 1983 р. в м. Львові. Закінчила Львівський державний коледж декоративного і ужиткового мистецтва імені Івана Труша (2003) де її викладачами були зокрема Лесюк Юрій Петрович, Драган Тарас Миколайович, Костирко Степан, Парута Дмитро, Кучабська Анна, Ковальська Марта , Українську академію друкарства (2007) де її викладачами були зокрема Стасенко Володимир Васильович, Іванов Сергій Ілліч, Дядюх Наталя.
Проживає та працює у Львові.
Упродовж 2005—2016 років працювала графічним дизайнером.
Упродовж 2021—2023 років обіймала посаду викладача у Львівському поліграфічному коледжі Української академії друкарства.

## Членство
Членкиня Національної спілки художників України. Членкиня Міжнародного акварельного товариства IWS. Членкиня Спілки дизайнерів України. Членкиня Mondial Academia, France

## Творчість
Учасниця понад 80 міжнародних конкурсів, виставок, аукціонів та фестивалів.  Переможниця та фіналістка понад 20 міжнародних конкурсів, виставок та фестивалів.
Її картини зберігають у різних музеях та приватних колекціях за кордоном: в США, Канаді, Великій Британії, Німеччині, Чехії, Австрії, Польщі, Японії та Греції.

### Персональні виставки
- 2022 –  персональна виставка «ІЛЮЗІЇ» Львів, Україна.
- 2022 –  персональна виставка «СИНЕРГІЯ ЧУТТІВ» Львів, Україна[4].
- 2023 — персональна виставка «Полісемія» Львів, Україна[1][5].